# Munida flinti
Munida flinti är en kräftdjursart som beskrevs av James Everard Benedict 1902. Munida flinti ingår i släktet Munida och familjen trollhumrar. Inga underarter finns listade i Catalogue of Life.